# Potyra
Potyra é um bairro do município brasileiro de Coronel Fabriciano, no interior do estado de Minas Gerais. Localiza-se no distrito Senador Melo Viana, estando situado no Setor 6. Segundo o censo demográfico de 2022, realizado pelo Instituto Brasileiro de Geografia e Estatística (IBGE), sua população era de 1 775 habitantes e havia 628 domicílios particulares permanentes ocupados.
De acordo com o IBGE, em 2010 a população era de 2 050 habitantes e havia 627 domicílios particulares.
A área do atual bairro surgiu anexa ao bairro Caladão e, embora muitos confundam, oficialmente são bairros distintos — o Caladão está localizado na parte final da Avenida Ikê e do perímetro urbano de Fabriciano e é onde está a sede social do Sindicato dos Trabalhadores em Transportes Rodoviários de Coronel Fabriciano (Sinttrocel), enquanto que o Potyra envolve a maioria das ruas paralelas à avenida e os chacreamentos ao redor. Seu nome é um termo de origem indígena, que significa "planta". Foi sugerido pelo casal Gilberto e Severina, que loteou algumas propriedades na região na década de 1980.
Segundo o IBGE, possui uma área considerada como favela e comunidade urbana, que tinha 486 habitantes em 2022.